# 만탑산
만탑산(萬塔山)은 조선민주주의인민공화국 함경북도의 산이다. 길주군, 명간군, 어랑군의 경계에 있다. 만계산 남쪽의 풍계리 핵 실험장에서 여러 차례의 핵 실험이 진행되었다. 명간군 쪽으로는 화성 정치범수용소가 있다.

## 같이 보기
- 한국의 산 목록
- 풍계리 핵 실험장
- 2006년 조선민주주의인민공화국 핵 실험
- 2009년 조선민주주의인민공화국 핵 실험
- 2013년 조선민주주의인민공화국 핵 실험
- 2016년 1월 조선민주주의인민공화국 핵 실험
- 2016년 9월 조선민주주의인민공화국 핵 실험
- 2017년 조선민주주의인민공화국 핵 실험